# Лонго (Сомма)
Лонго (фр. Longueau) — коммуна на севере Франции, регион О-де-Франс, департамент Сомма, округ Амьен, кантон Амьен-4. Пригород Амьена, расположен в 5 км к юго-востоку от центра города, в месте впадения в Сомму небольшой реки Нуа. На юге коммуны находится железнодорожная станция Лонго линии Париж-Лилль; она также является конечной станцией линии Булонь-Лонго. Рядом с городом расположен аэропорт Амьена.
Население (2018) — 5 693 человека.

## Достопримечательности
- Церковь Святого Медарда 1960 года
- Железнодорожное депо Лонго в виде ротонды

## Экономика
Город является крупным железнодорожным узлом. Железная дорога и расположенный поблизости аэропорт Амьена определяют сферу занятости большей части населения Лонго.
Структура занятости населения:
- сельское хозяйство — 0,0 %
- промышленность — 1,8 %
- строительство — 2,6 %
- торговля, транспорт и сфера услуг — 71,7 %
- государственные и муниципальные службы — 23,9 %

Уровень безработицы (2017) — 14,2 % (Франция в целом — 13,4 %, департамент Сомма — 15,9 %). 

Среднегодовой доход на 1 человека, евро (2018) — 20 160 (Франция в целом — 21 730, департамент Сомма — 20 320).

## Демография
Динамика численности населения, чел.

## Администрация
Пост мэра Лонго с 2020 года занимает Паскаль Урдуйе (Pascal Ourdouillé). На муниципальных выборах 2020 года возглавляемый им левый список одержал победу во 2-м туре, получив 52,17 % голосов.
| Период | Период | Фамилия        | Партия                  | Примечания                                                                                    |
| ------ | ------ | -------------- | ----------------------- | --------------------------------------------------------------------------------------------- |
| 1967   | 1973   | Мишель Куйе    | Коммунистическая партия | работник компании SNCF, член Генерального совета департамента, депутат Национального собрания |
| 1973   | 1987   | Поль Эде       | Коммунистическая партия | железнодорожник                                                                               |
| 1987   | 2008   | Жоэль Брюне    | Коммунистическая партия | учитель                                                                                       |
| 2008   | 2020   | Колетт Фине    | Коммунистическая партия | учительница, вице-президент метрополии Амьен                                                  |
| 2020   |        | Паскаль Урдуйе |                         | работник компании SNCF                                                                        |

## Города-побратимы
- Ивайловград, Болгария
- Карсаг, Венгрия
- Наленчув, Польша

## Галерея

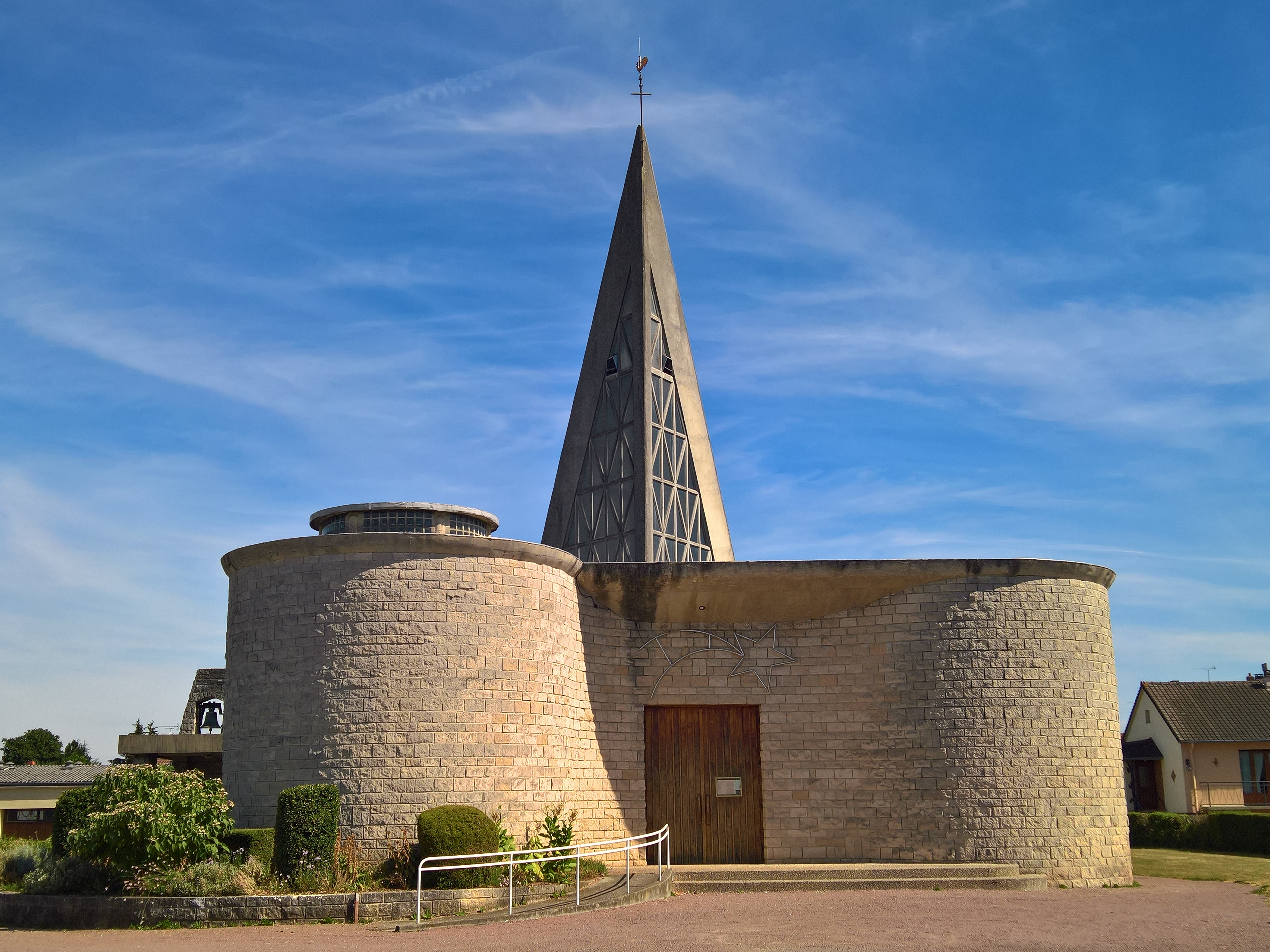
Церковь Святого Медарда
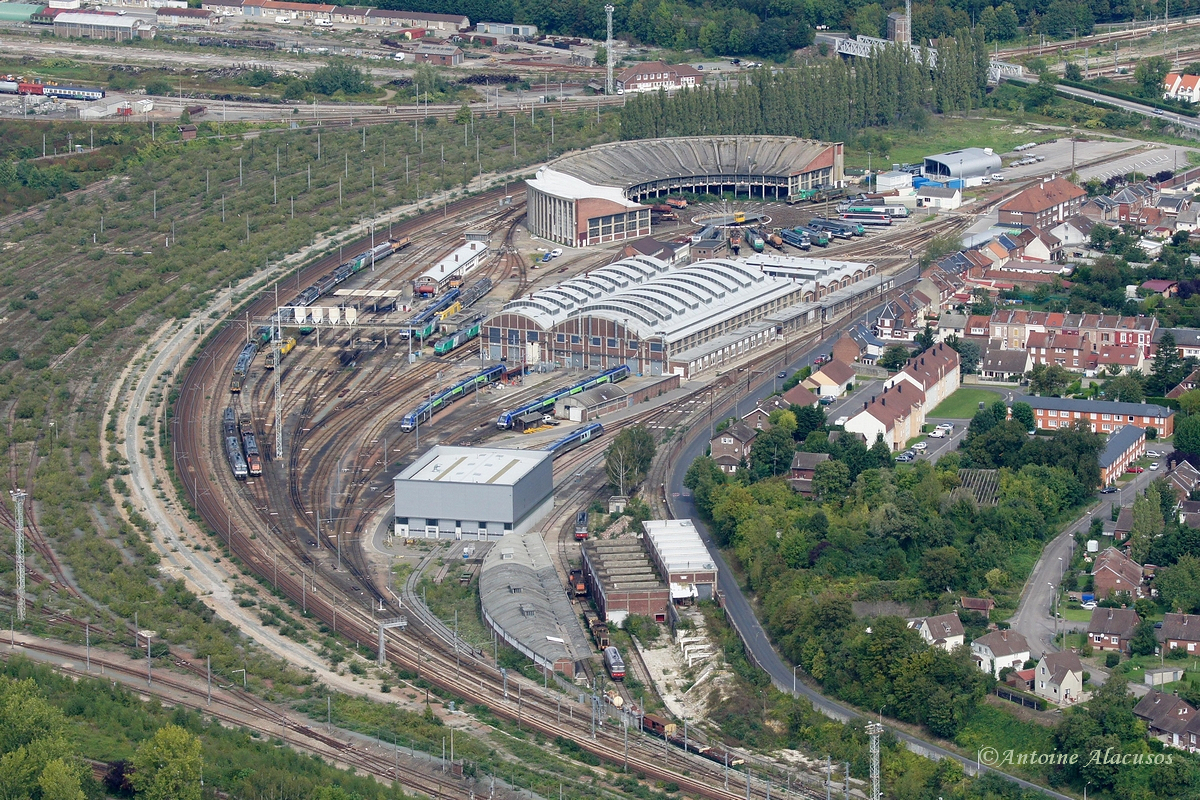
Вид с аэроплана на железнодорожное депо

1. 1 2  база данных о французских коммунах — Национальный географический институт Франции, 2015.